# Дуб віковий (смт Козелець, територія районної лікарні)
Дуб вікови́й — ботанічна пам'ятка природи місцевого значення в Україні. Розташована в межах Козелецького району Чернігівської області, в південно-східній частині смт Козелець, на території районної лікарні (вул. Сім'ї Розумовських, 45). 
Площа 0,01 га. Статус присвоєно згідно з рішенням Чернігівського облвиконкому 27.04.1964 року № 236; від 10.06.1972 року № 303; від 27.12.1984 року № 454; від 28.08.1989 року № 164; від 31.07.1991 року № 159. Перебуває у віданні: Козелецька районна лікарня. 
Статус присвоєно для збереження одного екземпляра вікового дуба. Висота дерева — 25 м, обхват стовбура — 5,3 м. Вік бл. 600 років.